# 下出裕司
下出 裕司（しもで ゆうじ、1982年5月28日 - ）は、日本の声優、俳優。静岡県出身。血液型はA型。

## 出演作品

### OVA
- ドラゴニア

### ナレーション
- J:COM

### その他
- 新説!?みのもんたの日本ミステリー!